# عین ذهب
عین ذهب (به عربی: عین الذهب) یک شهرداری در الجزایر است که در استان تیارت واقع شده‌است.